# Snov
Lo Snov (in ucraino e russo Снов) è un fiume della Russia europea sudoccidentale (Oblast' di Brjansk) e dell'Ucraina (oblast' di Černihiv), affluente destro del fiume Desna. 
Il fiume nasce 7 km al sud-est dalla città di Novozybkov (in Russia) e poi passa per il confine ucraino-russo. Affluisce nella Desna 20 km a est di Černihiv. La lunghezza del fiume è di 253 km. L'area del bacino idrografico è di 8 700 km². Nel corso superiore, la larghezza del canale va dai 4 ai 14 metri, nel corso inferiore da 20 a 40 metri. La valle del fiume è larga da 1,5 a 4 km. L'alimentazione del fiume deriva principalmente dallo scioglimento delle nevi invernali. Il fiume è congelato da fine novembre-dicembre ad aprile. Il suo maggior affluente è la Revna (lungo 81 km).
Il tratto inferiore è navigabile. Il fiume è usato per la distribuzione dell'acqua potabile ed è navigabile nel basso corso. Sul fiume si trova la città di Snovs'k (chiamata Ščors dal 1935 al 2016).